# Compania de Transport Public Arad
Compania de Transport Public S.A. prescurtat CTP este societatea comercială care realizează transportul public local în municipiul Arad cât și la nivelul județului Arad. Societatea realizează transportul public urban în Arad prin:
- transportul cu autobuzul
- transportul cu tramvaiul.

Transportul la nivelul județului se realizează cu ajutorul autobuzelor, singurele localități deservite de rețeaua externă de tramvai a municipiului Arad sunt localitățile Vladimirescu, Mândruloc, Cicir, Sâmbăteni și Ghioroc. 